# Дурново Петро Миколайович
Петро́ Микола́йович Дурново́ (1844, Московська губернія, Російська імперія — 1915, Петроград, Російська імперія) — державний діяч Російської імперії, з жовтня 1905 року по квітень 1906 року обіймав посаду міністра внутрішніх справ. На цій посаді виступав приборкувачем російської революції 1905—1907 років.
Коли Петро Миколайович у 19-річному віці служив мічманом на корветі «Калевала», який досліджував та проводив гідрографічну зйомку затоки Петра Великого, на його честь був названий один з островів архіпелагу Римського-Корсакова.